# Barraca del Camp Gran
La Barraca del Camp Gran és una obra de Súria (Bages) protegida com a Bé Cultural d'Interès Local.

## Descripció
Es tracta d'una barraca ubicada en una plana de peu de mont, al costat de la Riera d'Hortons. Es tracta d'una de les barraques de majors dimensions del municipi. És una construcció feta en pedra seca, de planta rectangular i la coberta realitzada amb falsa cúpula, muntada a base de pedra seca i coronada amb una gran llosa de pedra. Sobre la coberta, una capa de terres i graves realitzen la funció d'impermeabilització.